# 최광옥
최광옥 (崔光玉, 1879년 ~ 1911년) 은 조선 말기의 문법학자이다. 1904년 평양 숭실학교 중학부를 졸업하였으며, 주시경과 함께 정부에서 세운 국문 연구소에서 국어 정리에 노력하였다. 《대한문전》을 발간했는데, 이 책은 그의 저작이라고 하나 사실은 유길준의 초고라는 유력한 신설이 있다.